# Desmoscelis
Desmoscelis là chi thực vật có hoa trong họ Mua.